# Harpalus signaticornis
Harpalus signaticornis är en skalbaggsart som först beskrevs av Caspar Erasmus Duftschmid 1812.  Harpalus signaticornis ingår i släktet Harpalus, och familjen jordlöpare. Arten är reproducerande i Sverige.